# Bandung Raya
Bandung Raya est un club indonésien de football basé à Bandung et aujourd'hui disparu.

## Histoire
Fondé le 17 juin 1987, Bandung Raya participe pendant ses premières années au championnat semi-professionnel (Galamata) avant la création par la fédération indonésienne d'un championnat professionnel au niveau national, qui démarre lors de la saison 1994-1995.
Le club remporte son seul et unique titre lors de la saison suivante en remportant le championnat, après une victoire en finale face au PSM Makassar. Cette performance permet au club de participer à la Coupe des Coupes 1996-1997 (après avoir fini en tête du groupe Est du championnat), où l'équipe est éliminée par les Hong-Kongais de South China AA en huitièmes de finale (1-1, 0-4). C'est la seule apparition de Bandung Raya au niveau international.
La saison 1996-1997 est presque aussi bonne puisque Bandung Raya parvient en finale du championnat mais doit s'incliner en finale face à Persebaya Surabaya. Cette finale est le dernier match disputé par le club, qui disparaît peu de temps après, en raison de graves problèmes financiers.

## Palmarès
- Championnat d'Indonésie :
  - Vainqueur : 1996
  - Finaliste : 1996